# Tour Montparnasse
Tour Montparnasse was tot 2009 de hoogste wolkenkrabber van Frankrijk, en staat in het centrum van Parijs in de wijk Montparnasse. Sinds 2009 is de Tour First met 225 meter (inclusief antenne 231 meter) het hoogste gebouw van Frankrijk.
De wolkenkrabber is in één fase gebouwd tussen 1969 en 1973. Het ontwerp is van de architect Robert Saubot. De 210 meter hoge toren heeft 58 verdiepingen, waarvan 54 met kantoren. Op de 56ste verdieping bevindt zich een restaurant, een expositieruimte en mini bioscoop. Via trappen komt men op de 59ste verdieping (het dak), het hoogste en grootste terras van Parijs, het enige punt van waaruit de stad over 360° en tot 40 km in de rondte bekeken kan worden. Het gebouw staat in de lijst van hoogste gebouwen van Europa.
De wolkenkrabber stond in 2008 nog in de top drie van lelijkste gebouwen ter wereld. In 2024, het jaar waarin Parijs de Olympische Spelen organiseert, moet de Tour een toonbeeld worden van groene architectuur, met tuinen en plantenbalkons die op verschillende verdiepingen horizontaal door het gebouw snijden. Op het dak wordt een serre gebouwd. De bruine gevel wordt gestript en vervangen door een transparante façade. Er komt een asbestverwijderingsoperatie en de uitstoot van CO2 moet sterk teruggebracht worden. De kosten hiervoor worden geschat op 300 miljoen euro.

## Cijfers en gegevens
- In het gebouw werken ongeveer 5000 mensen voor veel verschillende bedrijven die er kantoorruimte hebben.
- Per jaar bezoeken ongeveer 600.000 toeristen de toren.
- Tot de 56ste verdieping gaat de lift in 38 seconden naar 195 m.
- Vloeroppervlak per etage; 2000 m² (totaal 112.000 m²).
- Gewicht: 130.000 ton.
- Liften: 25.
- Betonkern: 70 m fundering.